# Hermann Obrecht
Hermann Franz Obrecht (Grenchen, 26 de marzo de 1882 – Berna, 21 de agosto de 1940) fue un político suizo, miembro del Partido Radical Democrático (PRD).

## Trayectoria
Tras una breve trayectoria profesional como maestro, periodista y funcionario, en 1909, cuando apenas contaba con 27 años, fue elegido miembro del gobierno del cantón de Soleura, donde estuvo al frente de la Dirección de Finanzas y Militar. Dimitió en 1917 para ser elegido miembro del Consejo Cantonal, del Consejo Municipal de la ciudad de Soleura y del Consejo Nacional, del que fue miembro entre 1917 y 1927.
Su excelente reputación como experto financiero y económico le llevó a formar parte de los consejos de administración de varias empresas, entre ellas la Sociedad de Banca Suiza (SBS), antecesora de la actual UBS, y la Allgemeine Schweizerische Uhrenindustrie AG (ASUAG), precursora de Swatch. Su mandato como presidente del consejo de administración de la armamentística Waffenfabrik Solothurn AG, de participación mayoritariamente alemana, generó controversias en el seno de su partido.
En abril de 1935 la Asamblea Federal le eligió miembro del Consejo Federal en sustitución del dimitido Edmund Schulthess, de quien heredó la jefatura del Departamento de Economía Pública. Contribuyó de manera significativa a que Suiza fuera superando progresivamente la crisis económica. La medida más relevante en este sentido fue la devaluación del franco suizo en un 30% en septiembre de 1936, que él apoyó. También sentó las bases organizativas de la economía de guerra e hizo una importante contribución a la estabilidad de Suiza durante la Segunda Guerra Mundial. El 16 de marzo de 1939, tras la anexión de Austria, pronunció un discurso en Basilea que fue interpretado como una exhortación a oponerse al nacionalsocialismo y que le dio gran popularidad.
Dimitió por motivos de salud a finales de julio de 1940, pocas semanas antes de su muerte.

## Semblanza

### Familia, estudios y profesión
Era el mayor de los tres hijos del relojero y agricultor Matthäus Josef Obrecht y de la trabajadora doméstica Anna Maria Lutiger. Cuando tenía doce años, su padre murió de tuberculosis tras llevar varios años enfermo. Pese a ser medio huérfano, se graduó en la escuela distrital con unos excelentes resultados académicos y, a continuación, ingresó en la Escuela de Magisterio de Soleura por recomendación de sus profesores. En el verano de 1901, tras graduarse, se trasladó temporalmente a Welschenrohr para impartir clase en la escuela primaria de la localidad. No obstante, ejerció la docencia durante menos de un año, ya que en la primavera de 1902 se incorporó a la administración cantonal como funcionario en la secretaría de Soleura. En 1904 comenzó a trabajar como secretario en el Departamento de Finanzas del cantón de Soleura.
En 1907 se casó con Lina Emch, con la que tuvo tres hijos; uno de ellos, Karl Obrecht, fue miembro del Consejo Nacional y del Consejo de los Estados. Aquel mismo año empezó a trabajar como redactor político en el Solothurner Zeitung, diario fundado por su amigo Gottlieb Vogt. Obrecht también tuvo una destacada carrera militar en el ejército suizo: desde 1904 fue teniente, desde 1912 capitán, desde 1918 mayor y comandante de batallón. Fue ascendido a teniente coronel y comandante de regimiento en 1924, y finalmente a coronel y comandante de brigada en 1930.

### Política cantonal y federal
En 1909, el PRD de Soleura propuso a Obrecht como candidato al gobierno cantonal, sin que éste hubiera ocupado con anterioridad ningún cargo político, y resultó elegido holgadamente. A sus 27 años, se convirtió en el miembro más joven de un gobierno cantonal en Suiza. Como responsable de la Dirección Financiera y Militar, proyectó un seguro cantonal de vejez e invalidez y dispuso la creación de un fondo para este propósito. Pretendió, mediante la ampliación de las políticas sociales, frenar el rápido ascenso de los socialistas y acercar más a la clase obrera al PRD. Sin embargo, en vista de las graves penurias sociales padecidas durante la Primera Guerra Mundial, no lo consiguió. Fue miembro ex officio del Consejo Bancario del Banco Nacional Suizo y también presidió la Conferencia de Directores Financieros.
En la primavera de 1917 renunció inesperadamente como consejero de gobierno, habida cuenta de que en aquel entonces sólo tenía 35 años. Se presentó a las elecciones al consejo cantonal y fue elegido con el mejor resultado de su circunscripción. También fue elegido miembro del consejo municipal de Soleura. Seis meses más tarde se presentó a las elecciones federales de 1917 y fue elegido miembro del Consejo Nacional por el cantón de Soleura. Así pues, ejerció en esta época una intensa actividad política tanto a nivel federal como cantonal y municipal. En el plano profesional, era socio de la notaría de su hermano menor, Werner, y formó parte de los consejos de administración de varias empresas, como la metalúrgica Metallwerke Dornach, el Banco Cantonal de Soleura y la Sociedad de Banca Suiza. También fue presidente del consejo de administración del grupo relojero ASUAG (precursor de Swatch) y de la empresa armamentística Waffenfabrik Solothurn.
Fue objeto de duras críticas, sobre todo por parte de los socialistas, por su trabajo en la Waffenfabrik Solothurn, una empresa conjunta de las empresas de armamento Rheinmetall e Hirtenberger, que le valió el poco afectuoso apodo de «Rey de los Cañones». Lo que el gran público ignoraba en aquel momento era que la empresa también servía para eludir las restricciones a la producción de material bélico impuestas a la República de Weimar y Austria en la Conferencia de Paz de París de 1919. Bajo la dirección de Obrecht, la empresa cursó hasta 1935 dos grandes pedidos para Austria y Hungría que suponían una grave vulneración del Tratado de Saint-Germain. El Consejo Federal, pese a que era consciente de ello, toleró la violación del tratado. Además, Obrecht estuvo involucrado en diversas operaciones comerciales del industrial austriaco del armamento Fritz Mandl en estados autoritarios, que se desarrollaron incluso después de la llegada al poder de los nacionalsocialistas.
Obrecht fue un opositor implacable a los socialistas desde, al menos, la huelga nacional de 1918. Aunque en 1928 había dimitido del Consejo Nacional, a nivel federal se le seguía teniendo como un reputado experto financiero y económico. En marzo de 1935 Edmund Schulthess anunció su dimisión del Consejo Federal. Éste hubiera preferido ver como sucesor a Emil Keller, pero entre bastidores varios políticos influyentes ejercieron una fuerte presión a favor de Obrecht, pues confiaban en su capacidad para resolver la crisis económica que se vivía en aquella época. Entre ellos se encontraban el católico conservador Heinrich Walther y también el presidente Rudolf Minger. En las elecciones al Consejo Federal del 4 de abril de 1935, Obrecht se impuso en la primera vuelta con 125 de los 205 votos válidos; el candidato del PS, Henri Perret, obtuvo 54 votos y el resto de candidatos 26 votos.

#### Consejero Federal
Tal como se esperaba, Obrecht asumió la dirección del Departamento de Economía Pública. En las semanas siguientes emprendió una enérgica campaña en contra de la iniciativa de crisis presentada por un comité de acción de izquierdas. Esta iniciativa popular pretendía estimular la demanda apoyando los ingresos internos y así compensar la pérdida de ingresos por exportaciones, y crear puestos de trabajo mediante la planificación de inversiones públicas. Fue rechazada en referéndum el 2 de junio de 1935, y los socialistas respondieron con una iniciativa para la creación de empleo. Tras largas negociaciones, Obrecht logró llegar a un compromiso con los socialistas, y el 4 de junio de 1939 se aprobó en referéndum por amplia mayoría un decreto federal sobre el fortalecimiento de la defensa nacional que también incluía medidas para combatir el desempleo.
El 26 de septiembre de 1936, el Consejo Federal decidió devaluar el franco suizo un 30%, con la oposición del Banco Nacional y el Departamento de Finanzas. Obrecht llevó la iniciativa en esta decisión; primero convenció a Minger de la conveniencia de la medida y, tras él, a la mayoría del órgano colegiado. En noviembre de 1937, todos los sectores políticos respaldaron una ley federal redactada por Obrecht para garantizar el abastecimiento del país, que organizaba la economía de guerra sobre la base del sistema de milicias y que pretendía evitar la improvisación que había sido habitual durante la Primera Guerra Mundial. Tras el estallido de la Segunda Guerra Mundial, el Consejo Federal estuvo facultado para adoptar medidas intervencionistas en virtud de los poderes que se le habían otorgado. Obrecht también sentó las bases jurídicas para la normativa de compensación salarial para los soldados durante su periodo de servicio, que entró en vigor en 1940.
El 16 de marzo de 1939, inmediatamente después de la anexión de Austria, pronunció un discurso en Basilea ante la Nueva Sociedad Helvética que fue muy aclamado y que le dio una gran popularidad. En dicho discurso se posicionaba claramente a favor de una Suiza independiente y rechazaba con contundencia cualquier acercamiento a las ideas nacionalsocialistas o fascistas. Fue especialmente recordada la frase «Nosotros, los suizos, no seremos los primeros en peregrinar al extranjero», que aludía a las audiencias que Emil Hácha y Kurt Schuschnigg habían mantenido con Adolf Hitler.
En diciembre de 1939 sufrió un infarto y pasó dos meses en un sanatorio de Lucerna, durante los cuales fue sustituido por Minger. También le afectó mucho la muerte de su esposa, ocurrida en abril de 1940, y el 20 de junio de aquel año anunció que dimitiría a finales de julio. En la mañana del 21 de agosto de 1940 falleció en su apartamento de Berna, a la edad de 58 años.